# HD 65216
HD 65216 är en ensam stjärna belägen i den mellersta delen av stjärnbilden Kölen. Den har en skenbar magnitud av ca 7,97 och kräver åtminstone en stark handkikare för att kunna observeras. Baserat på parallax enligt Gaia Data Release 2 på ca 28,4 mas, beräknas den befinna sig på ett avstånd på ca 115 ljusår (ca 35 parsek) från solen. Den rör sig bort från solen med en heliocentrisk radialhastighet på ca 43 km/s.

## Egenskaper
HD 65216 är en solliknande gul till vit stjärna i huvudserien av spektralklass G5 V. Den har en massa som är ca 0,95 solmassor, en radie som är ca 0,86 solradier och har ca 0,72 gånger solens utstrålning av energi från dess fotosfär vid en effektiv temperatur av ca 5 700 K.

## Planetsystem
År 2003 upptäcktes exoplaneten HD 65216 b i en bana kring stjärnan. En andra mycket mer avlägsen planet upptäcktes 2019.
| Planet | Massa             | Halv storaxel (AE) | Siderisk omloppstid (d) | Excentricitet | Inklination | Radie |
| ------ | ----------------- | ------------------ | ----------------------- | ------------- | ----------- | ----- |
| b      | ≥1,295 ± 0,062 MJ | 1,301 ± 0,020      | 577,6 ± 1,328           | 0,27 ± 0,004  | -           | -     |
| c      | ≥2,03 ± 0,11 MJ   | 5,75 ± 0,09        | 5 370 ± 20              | 0,17 ± 0,04   | -           | -     |